# Sieberina
Sieberina es un género de foraminífero bentónico de la subfamilia Plectofrondiculariinae, de la familia Plectofrondiculariidae, de la superfamilia Nodosarioidea, del suborden Lagenina y del orden Lagenida. Su especie-tipo es Sieberina virgata. Su rango cronoestratigráfico abarca el Liásico inferior (Jurásico inferior).

## Discusión
Clasificaciones previas incluían Sieberina en la familia Nodosariidae.

## Clasificación
Sieberina incluye a las siguientes especies:
- Sieberina optatiformis
- Sieberina sagitta
- Sieberina virgata